# Foce del Crocchio - Cropani
Foce del Crocchio - Cropani este o arie protejată (arie specială de conservare — SAC, sit de importanță comunitară — SCI) din Italia întinsă pe o suprafață de 37 ha, integral pe uscat.

## Localizare
Centrul sitului Foce del Crocchio - Cropani este situat la coordonatele 38°54′46″N 16°49′31″E / 38.912778°N 16.825278°E.

## Înființare
Situl Foce del Crocchio - Cropani a fost declarat sit de importanță comunitară în septembrie 1995 pentru a proteja 2 specii de animale. Situl a fost protejat și ca arie specială de conservare în iunie 2017.

## Biodiversitate
Situată în ecoregiunea mediteraneană, aria protejată conține 10 habitate naturale: Dune cu vegetație ierboasă Brachypodietalia cu specii anuale, Vegetație anuală la limita mareei, Galerii și tufărișuri riverane sudice (Nerio-Tamaricetea și Securinegion tinctoriae), Dune cu vegetație ierboasă Malcolmietalia, Dune cu tufărișuri sclerofile Cisto-Lavenduletalia, Galerii de Salix alba și de Populus alba, Dune mobile de-a lungul țărmului cu Ammophila arenaria („dune albe”), Dune de pe litoral fixate cu Crucianellion maritimae, Dune mobile cu vegetație embrionară, Pășuni mediteraneene udate de apa mării (Juncetalia maritimi).
La baza desemnării sitului se află mai multe specii protejate:
- păsări (1): flamingo roz (Phoenicopterus roseus)
- reptile (1): țestoasa de baltă (Emys orbicularis)

Pe lângă speciile protejate, pe teritoriul sitului au mai fost identificate 5 specii de plante, 5 specii de amfibieni, 2 specii de pești, 1 specie de reptile.